# Бријел сир Шизе
Бријел сир Шизе (фр. Brieuil-sur-Chizé) насеље је и општина у западној Француској у региону Поату-Шарант, у департману Де Севр која припада префектури Ниор.
По подацима из 2011. године у општини је живело 113 становника, а густина насељености је износила 14,02 становника/km². Општина се простире на површини од 8,06 km². Налази се на средњој надморској висини од 50 метара (максималној 82 m, а минималној 40 m).

## Демографија
| 1962. | 1968. | 1975. | 1982. | 1990. | 1999. | 2011. |
| ----- | ----- | ----- | ----- | ----- | ----- | ----- |
| 89    | 91    | 86    | 73    | 74    | 66    | 113   |

График промене броја становника у току последњих година